# Command Performance
Command Performance è un film del 2009 diretto da Dolph Lundgren.
Film d'azione russo-statunitense che narra l'eroica ribellione ad un sanguinoso attacco terroristico attuato in un teatro di Mosca. La vicenda prende palesemente spunto dall'assalto al Teatro Dubrovka di Mosca il 23 ottobre 2002 operato da terroristi ceceni.

## Trama
Mosca. Il presidente russo Petrov organizza un concerto al quale partecipa Venus, una pop star americana di cui le sue figlie sono grandi fan. Tra gli artisti chiamati ad esibirsi c'è anche il gruppo rock dei CMF il cui batterista è il possente Joe.
Durante l'esibizione di Venus, un gruppo di terroristi non bene identificato riesce a fare irruzione nel teatro, affollatissimo, iniziando a sparare sulla folla che viene messa in fuga. Il presidente viene subito fatto evacuare dalla sua scorta, ma questa viene intercettata dai terroristi, che la annientano senza particolari difficoltà. Restano ostaggi il presidente Petrov, le figlie, l'ambasciatore americano e la cantante Venus, mentre l'agente Michail Kapista riesce a sfuggire. A quest'ultimo si unisce il batterista Joe, che, durante l'irruzione dei terroristi, era in bagno a fumare una sigaretta. All'inizio fra i due c'è molta diffidenza, tanto che più volte Kapista punta l'arma contro Joe con l'intenzione di arrestarlo. Capendo però che la situazione è molto grave, i due si alleano per cercare di salvare gli ostaggi.
Fuori dal teatro si è intanto raccolta una vera e propria forza militare, pronta a fare irruzione nel teatro per salvare gli ostaggi. Il capo dei terroristi, Oleg, invia un messaggio televisivo che facendo appello a nostalgie comuniste critica la politica eccessivamente capitalista del presidente Petrov, e chiedendo come riscatto un miliardo di sterline entro la mezzanotte, ora di Mosca.
Un maggiore dell'esercito russo, però, scopre la reale intenzione di Oleg: questi è il figlio del maresciallo dell'Armata Rossa che organizzò il fallito colpo di Stato nei confronti di Gorbaciov. Il padre, dopo l'arrivo di un giudice che lo voleva arrestare, fece fuoco sulla moglie e poi su se stesso, senza che Oleg potesse fare niente per salvarli. Oleg quindi ucciderà il presidente Petrov comunque, poiché è mosso dal desiderio di vendetta.
Joe e Michail, intanto, riescono a trovare Venus, che si unisce a loro nella battaglia. Dopo un sanguinoso scontro a fuoco tra Joe, Michail, Venus, e i terroristi, questi hanno la peggio, anche se sia Joe che Michail vengono feriti sul campo.
In seguito, mentre avviene la solenne premiazione dell'agente Kapista come eroe di Russia, Joe si allontana in Limousine con Venus...

## Produzione

### Cast
Il film segna il debutto sul grande schermo di Ida Lundgren, figlia del regista e protagonista, Dolph Lundgren.

### Riprese
Le riprese si sono tenute tra agosto e settembre 2008, tra Sofia e Mosca.